# Берни, Антонио
Делезио Антонио Берни (исп. Delesio Antonio Berni; 14 мая 1905 — 13 октября 1981) — аргентинский художник-фигуративист. Был связан с арт-движением, известным как «Новый реализм» (исп. Nuevo Realismo), латиноамериканской ветви социального реализма. Известен, в частности серией коллажей Хуанито Лагуны, изображающих бедность и последствия индустриализации в Буэнос-Айресе.

## Биография

### Ранний период жизни (1905—1925)
Берни родился в городе Росарио 14 мая 1905 года. Его мать Маргарита Пикко была дочерью эмигрантов из Италии, а отец Наполеон, портной-иммигрант из Италии, умер во время Первой мировой войны.
В 1914 году Берни стал учеником каталонского ремесленника Н. Брюксадера в компании по производству витражей Buxadera and Co. Позже он изучал живопись в Росарио Катала Центре, где его описывали как вундеркинда. В 1920 году семнадцать его картин были выставлены на Салоне Мари. В статьях, вышедших 4 ноября 1923 года в ежедневных газетах La Nación и La Prensa, критики высоко оценили его импрессионистские пейзажи.

### Париж (1925—1931)
Жокейский клуб Росарио в 1925 году предоставил Берни стипендию для обучения в Европе. Он предпочел посетить Испанию, поскольку в моде была испанская живопись, в частности, искусство Хоакина Сорольи, Игнасио Сулоага, Камараса Англада и Хулио Ромеро де Торреса. Но после посещения Мадрида, Толедо, Сеговии, Гранады, Кордовы и Севильи он поселился в Париже, где работали коллеги — аргентинские художники Орасио Батлер, Акилес Бади, Альфредо Бигатти, Ксул Солар, Эктор Басальдуа и Лино Энеа Спилимберго. Он посещал мастер-классы «Город огней», проводимые Андре Лотом и Отоном Фриезем в академии Гранд-Шомьер. Берни написал два пейзажа Аркёй, пейзаж Парижа (исп. Paisaje de París), Желтая скатерть (исп. Mantel amarillo), Дом преступности (исп. La casa del crimen), Обнаженная (исп. Nude), и Натюрморт с гитарой (исп. Naturaleza muerta con guitarra).
Он вернулся в Росарио на несколько месяцев, но уже в 1927 году вернулся в Париж с грантом от провинции Санта-Фе. Изучая работы Джорджио де Кирико и Рене Магритта, Берни заинтересовался сюрреализмом и назвал его «новым видением искусства и мира, течения, представляющего всю молодежь, их настроение и их внутреннее состояние после конца Второй мировой войны. Динамичное и по-настоящему представительное движение». Среди его сюрреалистических работ конца 1920-х и начала 1930-х годов — «Эйфелева башня в Пампе» (исп. La Torre Eiffel en la Pampa), «Сон и его сон» (исп. La siesta y su sueño) и « Смерть таится вокруг каждого угла» (исп. La muerte acecha en cada esquina).
Берни также начал изучать революционную теорию и политику, в том числе марксистскую теорию Анри Лефевра, который представил его поэту и коммунисту Луи Арагону в 1928 году. После отъезда из Франции Берни продолжал переписываться с Арагоном, вспоминая позже: «Жаль, что среди тех вещей которые я потерял, были письма, которые я получил от Арагона всю дорогу от Франции; если бы они сохранились сегодня, думаю, они были бы великолепными документами, потому что в той переписке мы обсуждали такие темы, как отношения между политикой и культурой, обязанности художника и интеллектуального общества, проблемы культуры в колониальных странах, проблема свободы».
Несколько групп азиатских меньшинств жили в Париже, и Берни помогал распространять азиатские газеты и журналы, к которым он создавал иллюстрации.

### Новый реализм (1931—1941)
В 1931 году Берни вернулся в Росарио, где недолго жил на ферме, а затем нашёл работу в качестве муниципального служащего. Аргентина 1930-х годов сильно отличалась от Парижа 1920-х годов. Он был свидетелем трудовых демонстраций и последствий безработицы и был шокирован новостью о военном перевороте в Буэнос-Айресе (см. Бесславное десятилетие). Сюрреализм не передавал разочарования или безнадежности аргентинского народа. Берни организовал Общество взаимопомощи студентов и художников (Mutualidad de Estudiantes y Artistas) и стал членом местной коммунистической партии.
Берни познакомился с мексиканским художником-муралистом Давидом Сикейросом, который рисовал крупные фрески на общественных зданиях и посещал Аргентину для чтения лекции. Так же он выставлял свои работы, чтобы «призвать художников к участию в развитии пролетарского искусства». В 1933 году Берни, Сикейрос, Спилимберго, Хуан Карлос Кастаньино и Энрике Лазаро создали фреску Ejercicio Plástico («Пластическое упражнение»). Но в конечном счете Берни не считал, что фрески могут вдохновить общество на социальные изменения и даже усматривал связь между искусством Сикейроса и привилегированными классами Аргентины, говоря: «Роспись — это только одна из многих форм популярного художественного выражения … для своей росписи, Сикейрос был вынужден использовать то, что было предложено ему буржуазией».
Вместо этого Берни вернулся к реализму, и стал писать картины о борьбе и страданиях аргентинского народа. Его популярные картины Нового реализма включают Desocupados («Безработные») и Manifestación («Проявление»). Обе были вдохновлены фотографиями, которые Берни делал, чтобы задокументировать «плачевные условия своего окружения». Как отметил один критик, «качество его работы заключается в точном балансе, которого он достиг между повествовательной живописью с глубоким социальным содержанием и эстетической оригинальностью».
В интервью 1936 года Берни сказал, что упадок искусства свидетельствует о разделении между художником и обществом, и что социальный реализм стимулирует отражение окружающей духовной, социальной, политической и экономической реальности.

### 1940-е и 1950-е годы
В 1941 году по просьбе Национального совета культуры Берни отправился в Боливию, Эквадор, Перу и Колумбию для изучения доколумбового искусства. Его картина Mercado indígena (Индийский рынок) основана на фотографиях, которые он сделал во время той поездки.
Два года спустя он был награжден Почетным Гран-при в Salón Nacional и стал соучредителем мастерской по росписи с коллегами-художниками Спилимберго, Хуаном Карлосом Кастаньино, Деметрио Урручуа и Мануэлем Кольмейро. Художники украшали купол Galerías Pacifico.
В 1940-х годах в Латинской Америке произошли различные революции и государственные перевороты, в том числе изгнание президента Аргентины Рамона Кастильо в 1943 году. Берни ответил на эти изменения большим количеством политических картин, включая Убой (Massacre) и El Obrero Muerto (Мертвая работница).
С 1951 по 1953 год Берни жил в Сантьяго-дель-Эстеро, провинции на северо-западе Аргентины. Провинция понесла огромный экологический ущерб, включая вырубку деревьев квебрахо. Находясь в Сантьяго-дель-Эстеро, он написал серию «Motivos santiagueños» и «Chaco», которые позднее выставлялись в Париже, Берлине, Варшаве, Бухаресте и Москве.
В 1950-х Берни вернулся к экспрессионизму с работами, как Los hacheros (Лесорубы) и La comida (Еда), и начал серию загородных пейзажей, включая Villa Piolín (Вилла Твити), La casa del sastre (Дом портного), La iglesia (Церковь), El tanque blanco (Белый Танк), La calle (Улица), La res (Ответ), Carnicería (Резня), La luna y su eco (Луна и её эхо) и Mañana helada en el páramo desierto (Утренний мороз на Мавре). Он также создал Negro y blanco (черный и белый), Utensilios de cocina sobre un muro celeste (Кухонная утварь на светло-голубой стене), и El caballito (Пони).

### Хуанито Лагуна (1960—1976)
Творчество Берни после 1950-х можно рассматривать как «синтез поп-арта и соцреализма». В 1958 году он начал собирать и размещать материалы для создания серии работ с участием персонажа по имени Хуанито Лагуна. Серия стала социальным повествованием об индустриализации и бедности и указала на крайние различия, существующие между богатой аргентинской аристократией и «хуанитами» из трущоб
Как он объяснил в интервью Le Monde 1967 года: «Одной холодной облачной ночью, проходя через несчастный город Хуанито, в моем видении реальности и ее интерпретации произошла радикальная перемена. Я обнаружил на улицах и на пустыре разбросанные выброшенные материалы, которые составляли подлинное окружение Хуанито Лагуны — старое дерево, пустые бутылки, железо, картонные коробки, металлические листы и т. д., которые использовались для строительства лачуг в таких городах, как этот, утонувший в нищете».
Латиноамериканский искусствовед Мари Кармен Рамирес описал серию Хуанито как попытку «найти и записать типичную живую правду слаборазвитых стран и засвидетельствовать ужасные плоды неоколониализма с вытекающей отсюда бедностью, экономической отсталостью и их влиянием на население, движимое яростным стремлением к прогрессу, рабочим местам и склонностью к борьбе». Среди известных работ в серии Хуанито — «Retrato de Juanito Laguna» (« Портрет Хуанито Лагуны»), «El mundo prometido a Juanito» («Мир, обещанный Хуанито») и «Juanito va a la ciudad» («Хуанито едет в город»). Произведения о Хуанито (и Рамоны Монтиэль — женского персонажа) выиграли для Берни Гран-при на Венецианской биеннале в 1962 году.
В 1965 году в Институте ди Телла была организована ретроспективная выставка работ Берни, в том числе коллаж Монстры. Версии которой были показаны в США, Аргентине и некоторых странах Латинской Америки. Композиции, такие как Ramona en la caverna (Рамона в пещере), El mundo de Ramona (Мир Рамоны) и La masacre de los inocentes (Резня невинных), становились все более сложными. Последняя была выставлена в 1971 году в Парижском музее современного искусства. К концу 1970-х годов картины Берни «Хуанито» и «Рамона» превратились в трехмерные алтарные фигуры.

### Поздние годы и кончина (1976—1981)
После переворота в Аргентине в марте 1976 года Берни переехал в Нью-Йорк, где продолжил рисовать, гравировать, коллажировать и выставляться. Нью-Йорк показался ему роскошным, потребительским, материально богатым и духовно бедным. Он передал эти наблюдения в последующих работах с оттенком социальной иронии. Его нью-йоркские картины демонстрируют огромное цветовое разнообразие и включают " Aeropuerto " (Аэропорт), «Los Hippies», «Calles de Nueva York» (улицы Нью-Йорка), " Almuerzo " (обед), «Отель Челси» и «Promesa de castidad» (« Обещание целомудрия»). Он также создал несколько декоративных панно, сценографические зарисовки, иллюстрации.
Творчество Берни постепенно стало более духовным и рефлексивным. В 1980 году он завершил картины Apocalipsis (Апокалипсис) и La crucifixion (Распятие) для часовни Сан-Луис-Гонзага в Лас-Херасе, где они были установлены в следующем году.
Антонио Берни умер 13 октября 1981 года в Буэнос-Айресе, где он работал над памятником Мартину Фиерро . Памятник был открыт в Сан-Мартин 17 ноября того же года. В интервью незадолго до своей смерти он сказал: «Искусство — это ответ на жизнь. Быть художником — значит рискованно жить, принять одну из величайших форм свободы, не идти на компромиссы. Живопись — это форма любви, передающая годы в искусстве».

## Наследие
С конца 1960-х различные аргентинские музыканты записали песни о Хуанито Лагуна. Мерседес Соса записала песни Juanito Laguna remonta un barrilete (включена в альбом Para cantarle a mi gente 1967 года) и La navidad de Juanito Laguna (включена в альбом Navidad con Mercedes Sosa 1970 года). В 2005 году компакт-диск, посвященный 100-летию Берни, включал в себя песни Сезара Изеллы, Марсело Сан-Хуана, Дуо Сальтеньо, Эдуардо Фалу и Лас-Вус-Бланкас, а также две короткие записи интервью Берни.
Несколько аргентинских правительственных организаций также праздновали столетие Берни в 2005 году, в том числе Министерство образования, Национальная технология и национальное управление и Секретариат туризма. Дочь Берни, Лили, курировала художественную выставку под названием Un cuadro para Juanito, 40 años después (Картина для Хуанито, 40 лет спустя). Через организацию «Де Тодос Пара Тодос» («Все для всех») дети по всей Аргентине изучали искусство Берни, а затем создавали свои собственные, используя его техники коллажа.
В июле 2008 года воры, замаскированные под полицейских, украли пятнадцать картин Берни, которые перевозились из пригорода в Национальный музей Беллас Артес. Министр культуры Хосе Нун назвал картины «представляющими большую национальную ценность» и назвал ограбление «огромной утратой для аргентинской культуры».

## Семья
- Наполеон Берни (? — ок. 1919) — отец, портной-иммигрант из Италии, умер во время Первой мировой войны
- Маргарита Пикко (31.12.1876 — ?) — мать, дочь эмигрантов из Италии
  - Виктория Берни (05.08.1899 — ?) — сестра
- Паули Казнав — жена
  - Лили Берни (1930 — 25.06.1913) — дочь[18]